# Argas foleyi
Argas foleyi är en fästingart som beskrevs av Aimé Georges Parrot 1928. Argas foleyi ingår i släktet Argas och familjen mjuka fästingar.
Artens utbredningsområde är Algeriet. Inga underarter finns listade i Catalogue of Life.